# 新西兰亚南极群岛
新西兰亚南极群岛，简称亚南极群岛，包括五组群岛。这些群岛都位于新西兰南島的东南海面上。除了在坎贝尔岛上有个气象站有科学研究人员外，其他岛都无人定居。这些岛屿都被加入了世界遗产，总称为亚南极群岛。

## 地理
总面积764.8 km2（295.3 sq mi）
新西兰的亚南极群岛主要包括以下几部分：
- 安蒂波德斯群岛（Antipodes Islands），包括安蒂波德斯岛（Antipodes Island）、博兰斯岛（Bollans Island）、向风群岛（the Windward Islands）、奥德-里斯岛（Orde Lees Island）、背风岛（Leeward Island）、南岛（South Islet）以及其他一些小岛
- 奥克兰群岛（Auckland Islands），包括奥克兰岛（Auckland Island）、亚当斯岛（Adams Island）、恩德比岛（Enderby Island）、失望岛（Disappointment Island）、玫瑰岛（Rose Island）以及其他一些小岛
- 邦蒂群岛（Bounty Islands），包括东部群岛（the Eastern Group）和西部群岛（the Western Group）两组群岛，以及其他一些小岛
- 坎贝尔岛，包括坎贝尔岛（Campbell Island）以及围绕坎贝尔岛的岩礁，其中有新西兰的最南端雅克马特岛（Jacquemart Island）
- 斯奈尔斯群岛（The Snares），包括东北岛（Northeast Island）、海岛（High Island）、布劳顿岛（Broughton Island）、阿勒特礁（Alert Stack）以及其他一些小岛

## 气候
这些群岛位于南极大陆和紐西蘭之间的副南極地區，屬溫帶海洋性氣候，夏季温度一般在5.5°到12°之间。它们受到西风带的显著影响，那里有着十分凉爽的温度。最北的斯奈尔斯群岛年平均温度是11°，最南的坎贝尔岛年平均温度是6°。大多数岛屿上降雨量都很大，大约1200毫米到1500毫米一年。那里时常是阴天。在奥克兰群岛和坎贝尔岛西方的海域有一个上升洋流。

## 植被

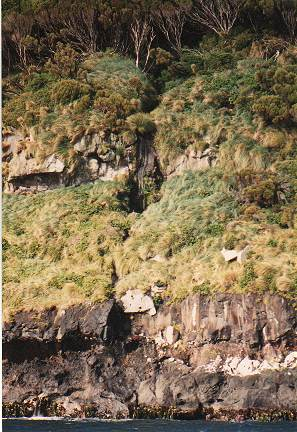
亚当斯岛南海岸

除了邦蒂群岛没有高等植物以外，其它岛屿都有相当高的植物多样性，是亚南极地区最高的。斯奈尔斯群岛、安蒂波德斯群岛以及奥克兰群岛的两个岛（亚当斯岛和失望岛）的植物从来没有被人类或者外来动物影响过。陆地植物大约有250类，其中35类是当地特有的。奥克兰群岛有233种维管植物，其中196种是当地的，6种是特有的。奥克兰群岛有着该区域最南端的森林，主要有卡拉塔树（Metrosideros umbellata）和一些开花的桃金娘科植物。椤树（Tree ferns）在这里到达了它分布的最南端。斯奈尔斯群岛也被广阔的森林覆盖着，在坎贝尔岛和安蒂波德斯群岛只有一些灌木丛。海洋植物没有陆地上那么高的多样性，但最近在安蒂波德斯群岛发现了一种新的公牛藻（Durvillaea）。

## 地质
这些群岛位于新西兰东南海面的大陆架上。斯奈尔斯群岛和邦蒂群岛是由花岗岩和变质岩构成，而南面的三组群岛是由火山岩在距今2千5百万年前到1百万年前形成的。大多数岛屿的土壤有厚达8米泥炭层，但邦蒂群岛只有裸露的岩石。坎贝尔岛和奥克兰群岛有着显著的冰山作用的遗迹，布满了深水港湾。邦蒂群岛则是一群小的岩石岛，没有什么可安全停泊的地方。

## 动物群

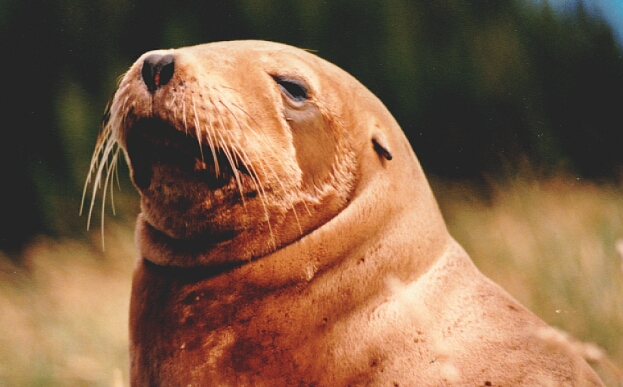
胡克海狮

亚南极群岛的海洋生态系统有着极高的多样性，有相当多的海鸟和海洋哺乳动物。在有记录的120种鸟类中，40种是海鸟。其中五种是当地特有的，包括南方皇家信天翁（Diomedea epomophora）、吉布森信天翁（D.exulans）、安蒂波德信天翁（D. exulans antipodensis）、坎贝尔信天翁（Diomedea melanophrys impavida）和白冠信天翁（D. cauta steadi）。世界24种信天翁有10种在这里繁殖。还有4种企鹅在那里繁殖，其中斯奈尔斯冠企鹅（Eudyptes robustus）和竖冠企鹅（E. sclateri）是当地特有的。陆生鸟类的特有现象也很高，包括褐水鸭（Anas aucklandica），以及坎贝尔岛上的一个亚种坎贝尔岛水鸭（a. nesiotis）。其他特有陆生鸟类包括奥克兰秧鸡（Lewinia muelleri）、安蒂波德斯长尾小鹦鹉（Cyanoramphus unicolor）、鹬（Coenocorypha aucklandica）、雀鸲鹟（Petroica macrocephala）等。奥克兰秋沙鸭（Mergus australis）被认为已经灭绝了，它最后一被见到是在1902年。这些群岛是胡克海狮（Phocarctos hookeri）的家园，那里估计有12000—14000海狮在繁殖，其中95%在奥克兰群岛。南方脊美鲸（Eubalaena australis）在坎贝尔岛和奥克兰群岛附近海域繁殖。在奥克兰群岛和坎贝尔岛的溪流中生活着一种淡水鱼—短鳍南乳鱼（Galaxias brevipinnis）。无脊椎动物也有很高的特有性，包括36种鳞翅目昆虫，还有一个特有的沙螽属（Orthoptera）。海洋无脊椎动物特有性不是很高，不过还是有奥克兰蜘蛛蟹（Jacquinotia edwardsii）等特有种。